# Fuensaldaña

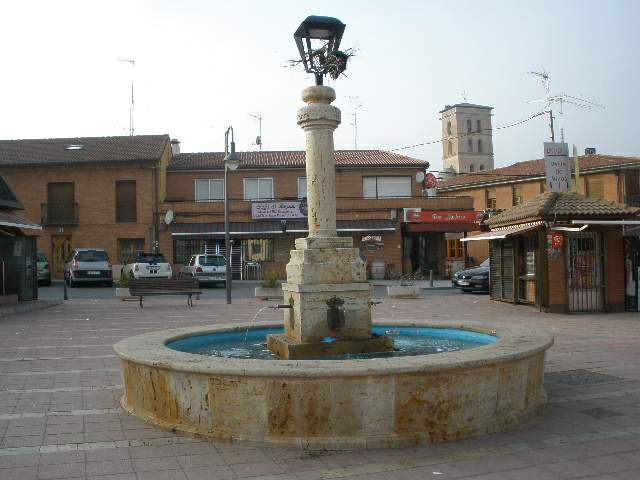
Plaça de Fuensaldaña

Fuensaldaña és un municipi de la província de Valladolid, a la comunitat autònoma de Castella i Lleó.